# Mebane (North Carolina)
Mebane ist eine City im Alamance County und Orange County des US-Bundesstaates North Carolina. Das U.S. Census Bureau hat bei der Volkszählung 2020 eine Einwohnerzahl von 17.797 ermittelt. 

## Geschichte
Die Stadt wurde nach Alexander Mebane benannt, einem General aus dem Amerikanischen Unabhängigkeitskrieg und Mitglied des US-Kongress. Die Gemeinde wurde 1881 als Mebanesville gegründet, und 1883 wurde der Name in Mebane geändert. Sie wurde 1987 zu einer Stadt (City) erhoben. Mebane ist heute eine der am schnellsten wachsenden Gemeinden in North Carolina.

## Demografie
Nach der Schätzung von 2019 leben in Mebane 16.262 Menschen. Die Bevölkerung teilte sich im selben Jahr auf in 66,7 % Weiße, 24,7 % Afroamerikaner, 0,2 % amerikanische Ureinwohner, 2,3 % Asiaten und 3,1 % mit zwei oder mehr Ethnizitäten. Hispanics oder Latinos aller Ethnien machten 6,9 % der Bevölkerung aus. Das mittlere Haushaltseinkommen lag bei 64.726 US-Dollar und die Armutsquote bei 11,2 %.

## Wirtschaft
In der Innenstadt von Mebane gibt es viele hochwertige Einrichtungsgeschäfte, Antiquitätenläden und trendige Bekleidungsgeschäfte. Die Innenstadt beherbergt auch eine Vielzahl von Restaurants. In der Innenstadt gibt es außerdem mehrere Antiquitäten- und Kuriositätengeschäfte, ebenfalls mit lokalem Flair. Die Coffee Shops werden von vielen Einwohnern bevölkert und ziehen viele junge Berufstätige und Studenten an. Mebane befindet sich in einem Umkreis von 32 km von mehreren namhaften Universitäten, darunter der Duke University und University of North Carolina at Chapel Hill.